# Kartulariusz

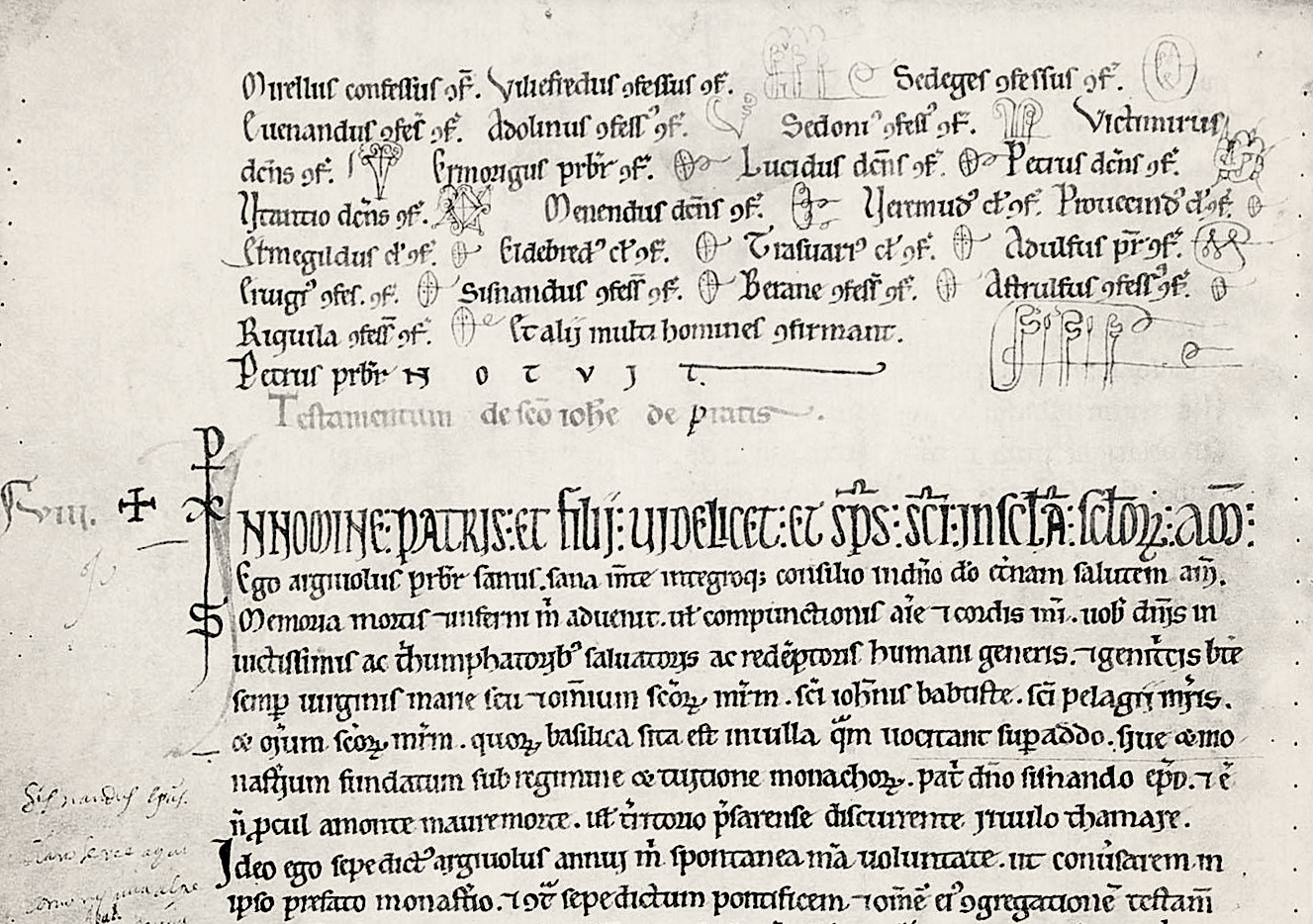
Strona z jednego z kartulariuszy klasztoru Sobrado, będącego kopią dokumentów datowanych na VIII-XIII wiek

Kartulariusz (łac. cartularium), także kartularz, kopiariusz, kopiał, kopiarz – zbiór dokumentów i odpisów edyktów, dotyczących majątków ziemskich przeważnie klasztornych. 
Termin ten używany był w średniowieczu i początkowo oznaczał bibliotekę. W Polsce kartulariusz znany był już w XIII wieku. Określano tak również księgę, zawierającą kopie dokumentów od różnych wystawców dla jednego odbiorcy. Takie księgi były prowadzone w klasztorach. W innych kancelariach i urzędach podobną rolę pełniły regesty.
Jako zbiór dokumentacji kartularz stanowił rodzaj ówczesnej księgi kancelaryjnej z odpisami dokumentów urzędowych, przede wszystkim określających stan majątkowy, lecz także np. świadczących o nadanych prawach, przywilejach itp.
Pod koniec XIX wieku funkcję kartulariusza przejęły kopiały, księgi korespondencyjne, które zawierały kopie pism, odbijanych na szapirografach.